# Русіново (Рипінський повіт)
Русіново (пол. Rusinowo, нім. Rauschenfeld) — село в Польщі, у гміні Рипін Рипінського повіту Куявсько-Поморського воєводства.
Населення — 588 осіб (2011).
У 1975-1998 роках село належало до Влоцлавського воєводства.

## Демографія
Демографічна структура станом на 31 березня 2011 року:
|          | Загалом | Допрацездатний вік | Працездатний вік | Постпрацездатний вік |
| -------- | ------- | ------------------ | ---------------- | -------------------- |
| Чоловіки | 299     | 62                 | 215              | 22                   |
| Жінки    | 289     | 61                 | 167              | 61                   |
| Разом    | 588     | 123                | 382              | 83                   |